# Lijst van betaaldvoetbalclubs in Armenië
Dit is een overzicht van alle voetbalclubs die in het heden of het verleden hebben deelgenomen aan het betaalde voetbal in Armenië.

## A
- FA Abovian
- FA Alasjkert
- Arabkir Jerevan
- Aragats Giumri
- Araks Ararat
- Ararat Jerevan
- FA Armavir
- Arpa Eghegnadzor
- Aznavour Novemberyan

## B
- Banants Jerevan

## C
- CSKA Jerevan

## D
- Dinamo VZ Jerevan
- Dinamo Jerevan
- Dinamo-Zenit Jerevan
- Dvin Artashat

## E
- Esteghlal-Kotayk Abovian
- Erebuni Jerevan

## F
- FIMA Jerevan

## G
- Gandzasar Kapan
- FK Giumri

## J
- Jerazank Jerevan
- FK Jerevan
- Jerevan United

## K
- Kilikia Jerevan

## L
- Lernayin Artsakh Jerevan
- Lokomotiv Jerevan
- Lori Vanadzor

## M
- Malatia Jerevan
- Mika Asjtarak

## N
- Norq-Marash Kasakh

## P
- Pjoenik Jerevan

## S
- Sjirak Gjoemri

## T
- Tavush Ijevan

## V
- Vagharshapat Ejmiatsin
- FC Van
- FA Vanadzor

## W
- FC West Armenia

## Z
- Zankezour Goris
- Zenit Charentsavan
- Zvartnots Jerevan